# Elektronikschrott

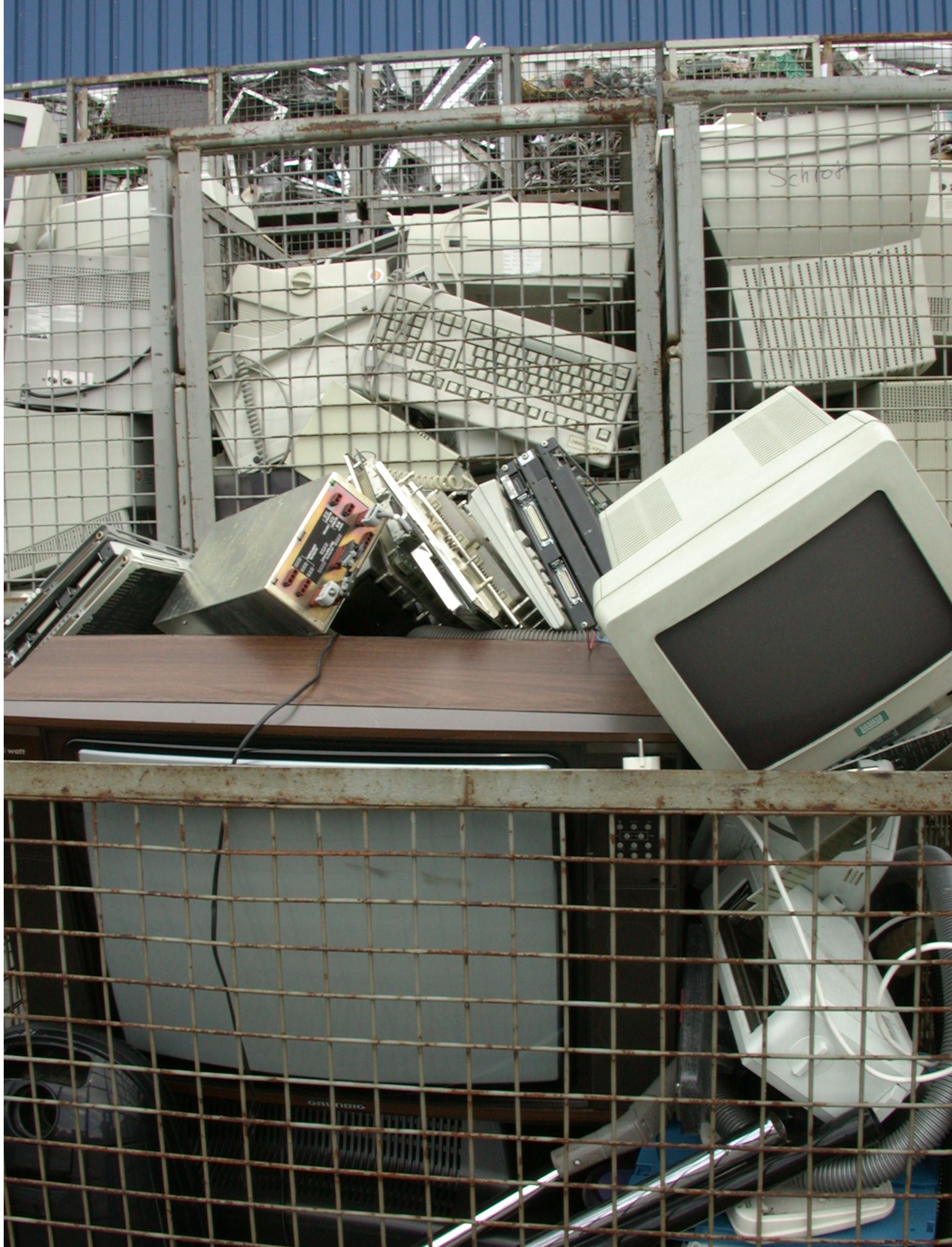
Elektronikschrott in Gitterboxen

Unter Elektronikschrott oder Elektroschrott versteht man Elektro- und Elektronikgeräte oder deren Bauteile, die nicht mehr verwendet werden, da sie entweder ihre vorgesehene Aufgabe nicht mehr erfüllen oder durch bessere Geräte ersetzt wurden. Elektronikschrott kann in unterschiedliche Kategorien eingeordnet werden.
Laut einem UN-Report von 2019 fallen jährlich weltweit etwa 50 Millionen Tonnen Elektronikschrott an, von denen nur 20 % geordnet wiederverwertet werden. 2020 fielen in der EU 4,7 Millionen Tonnen Elektroaltgeräte an, in Deutschland waren es 2020 und 2021 jeweils etwas mehr als eine Million Tonnen.
Im Rahmen der Elektronikentsorgung müssen gebrauchte Geräte in Deutschland von den Geräteherstellern zur Entsorgung und Beseitigung zurückgenommen werden.

## Klassifikation in Deutschland und Österreich
Seit Einführung des deutschen Elektro- und Elektronikgerätegesetzes (ElektroG) werden Elektro- und Elektronikgeräte in zehn Gerätekategorien eingeteilt, welche seit 2018 sechs Sammelgruppen zugeordnet sind:
- Sammelgruppe 1: Wärmeüberträger
- Sammelgruppe 2: Bildschirme, Monitore und Geräte, die Bildschirme mit einer Oberfläche von mehr als 100 Quadratzentimeter enthalten
- Sammelgruppe 3: Lampen
- Sammelgruppe 4: Haushaltsgroßgeräte (> 50 cm)
- Sammelgruppe 5: Haushaltskleingeräte (< 50 cm)
- Sammelgruppe 6: Photovoltaikmodule[7]

In Österreich wird die Klassifikation durch die Elektroaltgeräteverordnung geregelt, welche am 15. August 2018 in Kraft trat. Die sieben Gerätekategorien sind:
1. Wärmeüberträger
2. Bildschirme, Monitore und Geräte, die Bildschirme mit einer Oberfläche von mehr als 100 Quadratzentimeter enthalten
3. Lampen
4. Großgeräte (> 50 cm)
5. Kleingeräte (< 50 cm)
6. Kleine IT- & Telekommunikationsgeräte
7. Photovoltaikmodule[8]

## Gefahr und Chance

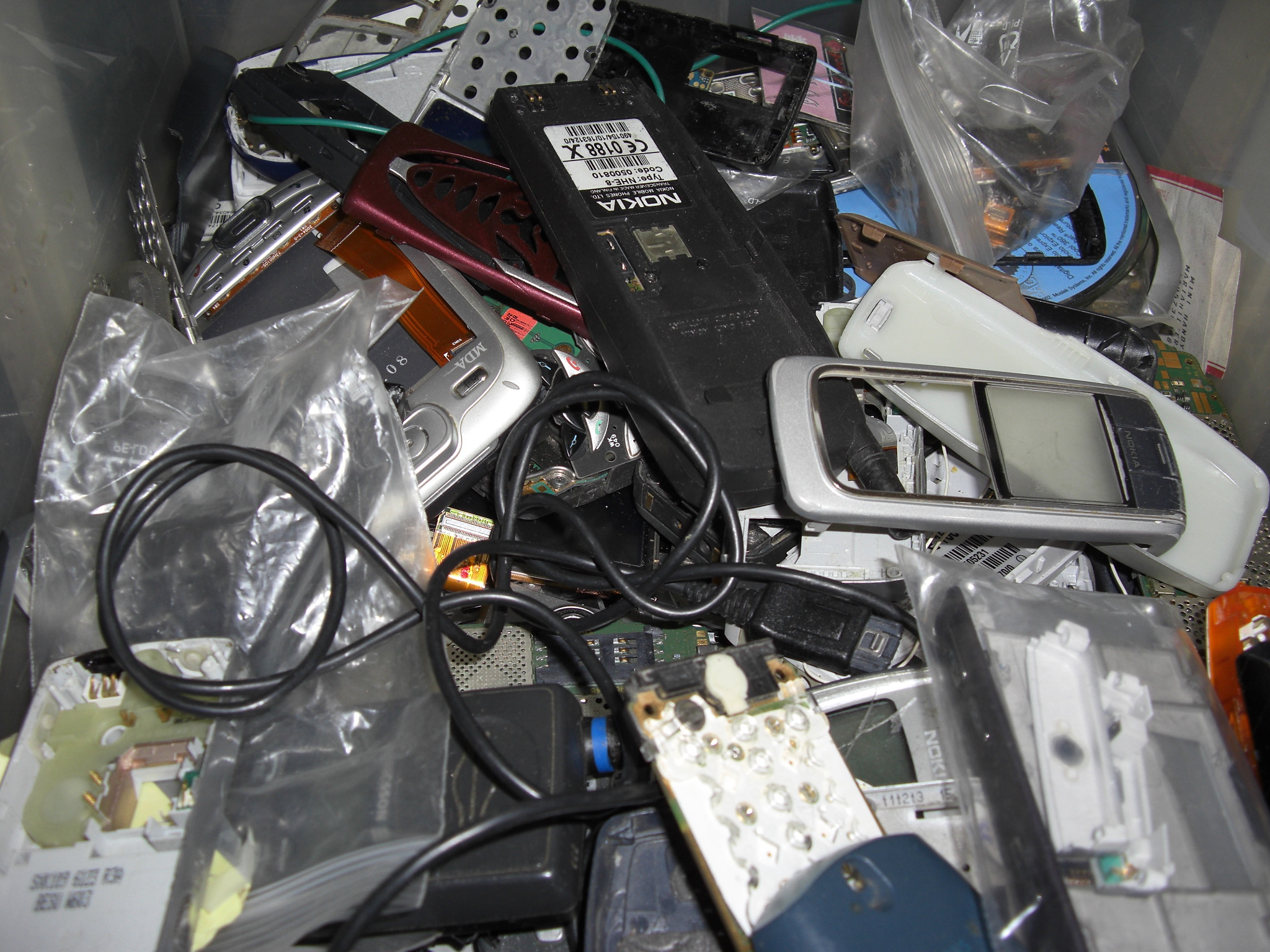
Handyschrott

Einerseits besteht Elektronikschrott aus wertvollen Materialien, die als sekundäre Rohstoffe zurückgewonnen werden können. Andererseits enthält er eine Vielzahl Schwermetalle wie Blei, Arsen, Cadmium und Quecksilber, Halogenverbindungen wie polybromierte Biphenyle, PVC, chlorierte, bromierte und gemischt halogenierte Dioxine und weitere hochgiftige und umweltgefährdende Stoffe. Dioxine sind krebserregend, fruchtschädigend, sehr langlebig und reichern sich in fetthaltigen Nahrungsmitteln (bspw. Fleisch, Milch) an (Bioakkumulation). Der Einsatz und das Inverkehrbringen von PCB-haltigen Komponenten ist in der EU seit den 1980er-Jahren verboten. Diese sind deshalb im heutigen Elektro(nik)schrott nicht mehr nennenswert vorhanden.
Elektronik-Geräte haben einen kürzeren Produktlebenszyklus als früher; ihre Zahl hat weltweit stark zugenommen. Deutschlands 38 Millionen Haushalte produzierten 2005 geschätzt 1,1 Millionen Tonnen Elektronikschrott (Quelle ZVEI). Die Schweiz ist das erste Land weltweit, welches ein Elektronikschrott-Recycling-System eingeführt hat; es ist seit 1991 in Betrieb.

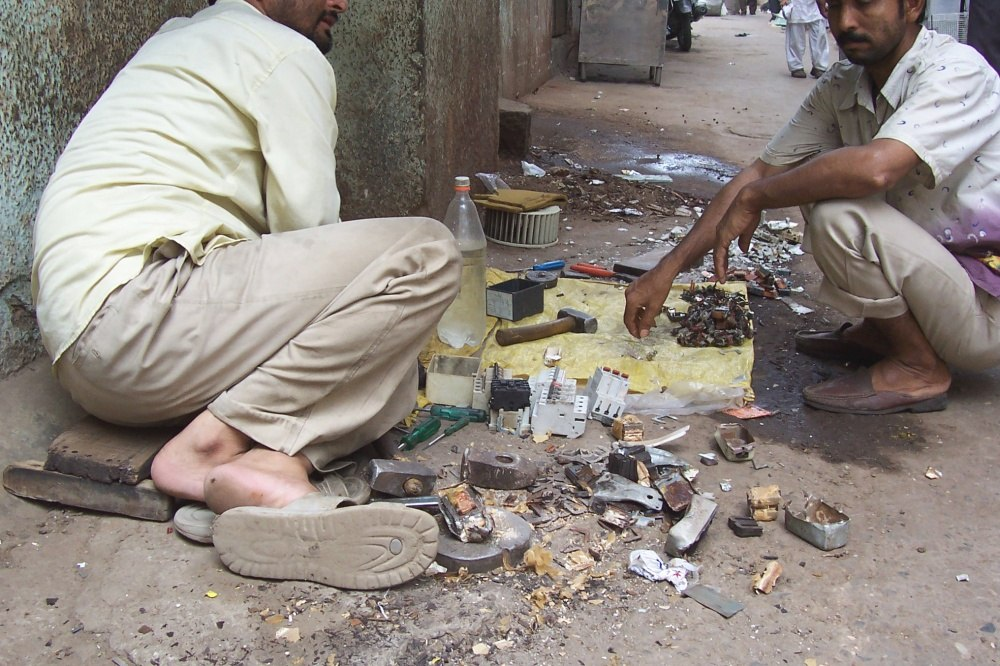
Elektronikschrott-Recycling per Hand in Indien

Einige industrialisierte Länder, darunter die USA, europäische Länder und Australien, exportieren ihren Elektronikschrott bevorzugt in Schwellen- und Entwicklungsländer. Es wird geschätzt, dass 50 bis 80 % des Elektroschrottes aus Industrieländern vor allem nach Asien und Afrika exportiert wird. Dort werden dem Elektronikschrott mit einfachsten Mitteln (Feuer, Hammer und Zange, Säurebad etc.) und großer Belastung von Mensch und Umwelt Stoffe entnommen. Allein in Afrika werden jedes Jahr etwa 1,2 Millionen Tonnen Blei-Säure-Batterien recycelt. Daraus werden gut 800.000 Tonnen Blei gewonnen, das zu einem Großteil von Afrika zurück in die Europäische Union exportiert wird. Neben Erwachsenen betreiben oft auch Kinder dieses Recycling. Diese Art des Recycling führt häufig zu Bleivergiftungen.
Zur Unterbindung des grenzüberschreitenden Verkehrs von gefährlichem Abfall unterzeichneten viele Länder das Abkommen der Basler Konvention. Die Unterzeichnerländer verpflichten sich darin unter anderem, auch Elektronikschrott im Entstehungsland zu recyceln.

## Ursachen für die Verschrottung
Früher war die Hauptursache für Verschrottung ein technischer Defekt des Gerätes. Heute stehen häufig andere Ursachen für Verschrottung im Vordergrund:
- fehlende oder überteuerte Verschleiß- bzw. Ersatzteile:
  - Verschleißteile, die regelmäßig ausgetauscht werden müssen (z. B. Akkus, Tinte, Toner), sind nicht mehr verfügbar. An sich funktionstüchtige Geräte müssen deshalb verschrottet werden.
  - Geplante Obsoleszenz, d. h. vorzeitiges Altern oder Ausfall von technischen Geräten durch konstruktive Maßnahmen der Hersteller. Häufig ist eine Instandsetzung solcher Geräte nicht mehr wirtschaftlich.
  - Die Preise für Ersatzteile sind überhöht bzw. stehen in keinem Verhältnis zum Neu- oder Zeitwert des Gerätes, teils mit Absicht (Neukauf kurbelt Markt an), teils wegen hoher Diversität an Ersatzteilen und entsprechendem Aufwand der Lagerhaltung.
  - Reparaturkosten sind im Verhältnis zu Produktionskosten durch ihre kaum mögliche Automatisierung (zu) hoch.
  - Andere Transaktionskosten, z. B. Transportkosten zu einer weit entfernten Werkstatt.
- zu geringe Leistung oder keine Aktualisierungsmöglichkeiten:
  - Neuere Betriebssysteme benötigen mehr Leistung (z. B. Windows XP → Windows 7 → Windows 8 → Windows 10 → Windows 11).[13] Die Hardware erbringt nicht die vom Benutzer erwartete Leistung.
  - Neue Betriebssystemversionen sind mit älterer Hardware nicht mehr kompatibel bzw. werden nicht angeboten (Paradebeispiel: Mobiltelefone). Die älteren Betriebssysteme beinhalten Sicherheitsprobleme, die nicht mehr beseitigt werden.
- Moralischer Verschleiß:
  - Neuere Geräte haben ein besseres Verhältnis von Nutzen und Verkaufspreis. Ältere Geräte verlieren dadurch an Wert.
- verschlechterte Interoperabilität in weiterentwickeltem Umfeld:
  - Computer (siehe auch Abwärtskompatibilität)
  - Ersatz des Analogen Fernsehen durch digitales Fernsehen
- Mode/Design: Konsumenten möchten Abwechslung oder bevorzugen das Design eines neuen Gerätes.
- Fehlkäufe, etwa durch unzureichende Produktinformation: Bei Billigprodukten ist der Weiterverkauf unrentabel und die Rückabwicklung des Kaufs nicht immer möglich.
- Sättigung: Bei Auflösung eines Haushalts finden sich keine Interessenten für eigentlich noch funktionstüchtige Geräte, da alle in Frage kommenden Abnehmer bereits über ein solches verfügen.
- Psychologische Obsoleszenz: künstliche Abwertung eines funktionierenden Produktes in der Betrachtung des Verbrauchers bedingt durch Präsentation neuer Geräte und Produktzyklen[14][15]

## Gesetzliche Regelungen in der EU

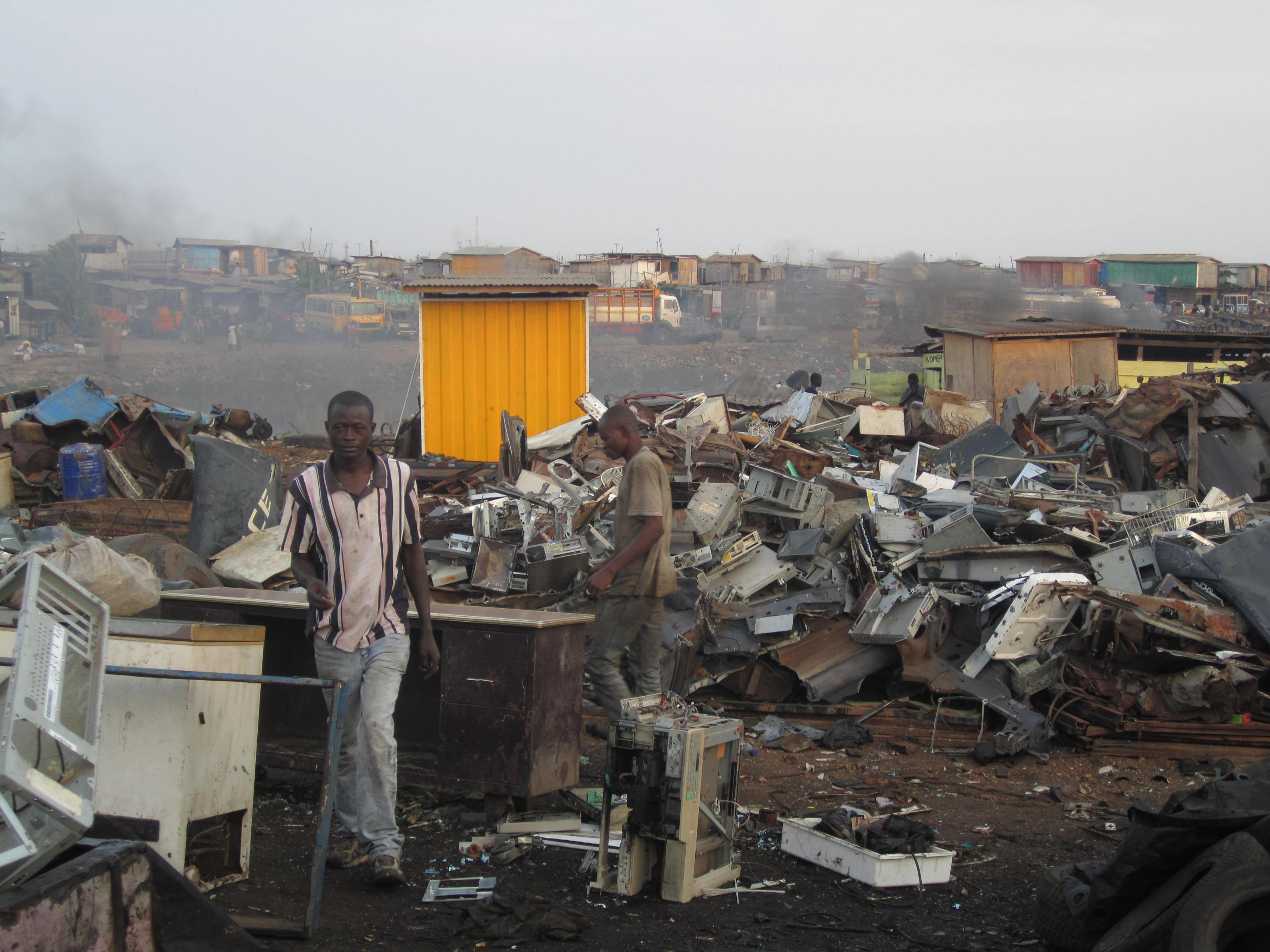
Bearbeitung von Elektronikschrott in der Elektronikschrottverarbeitung in Agbogbloshie, Ghana

In der EU wird der Umgang mit Elektronikschrott durch die WEEE-Richtlinie geregelt, die in Deutschland im Elektro- und Elektronikgerätegesetz (ElektroG) umgesetzt worden ist.
Die EU-Mitgliedstaaten mussten bis 13. August 2005 ein funktionierendes Elektronikschrott-Recycling-System in Betrieb genommen haben und ab Dezember 2006 mindestens 4 kg pro Person und Jahr recyclen. Die neuen EU-Mitgliedstaaten erhielten einen Aufschub von zwei Jahren, Slowenien ein Jahr. Ein Elektronikschrott-Recycling-System beinhaltet die Pflicht der Hersteller, ihren Elektronikschrott wieder zurückzunehmen und fachgerecht zu entsorgen. Je nach Land sind verschiedene Modelle implementiert. Grundsätzlich geht es um die Sammlung, Wiederverwendung und Wiederverwertung der Geräte, wobei die Hersteller – und damit letztlich der Endverbraucher – das System finanzieren müssen.
Für Geräte, die vor dem 13. August 2005 hergestellt wurden, gelten je nach Land entweder die bisherigen Abfallregelungen (Deutschland: Private entsorgen über die Gebietskörperschaften, Gewerbliche haben selbst zu entsorgen). Andere Konzepte und Länder verfahren kulanter mit dem historischen Elektronikschrott und nehmen diesen wie in der Schweiz im Sinne des Umweltschutzes ebenfalls kostenfrei zurück.
Eine weitere EU-Richtlinie, RoHS (Restriction of Hazardous Substances), verlangt zudem, dass bestimmte gefährliche Stoffe in der Produktion nicht mehr eingesetzt, andere wie Quecksilber, Cadmium, Chrom und Blei vermieden werden.

## Recycling-Möglichkeiten

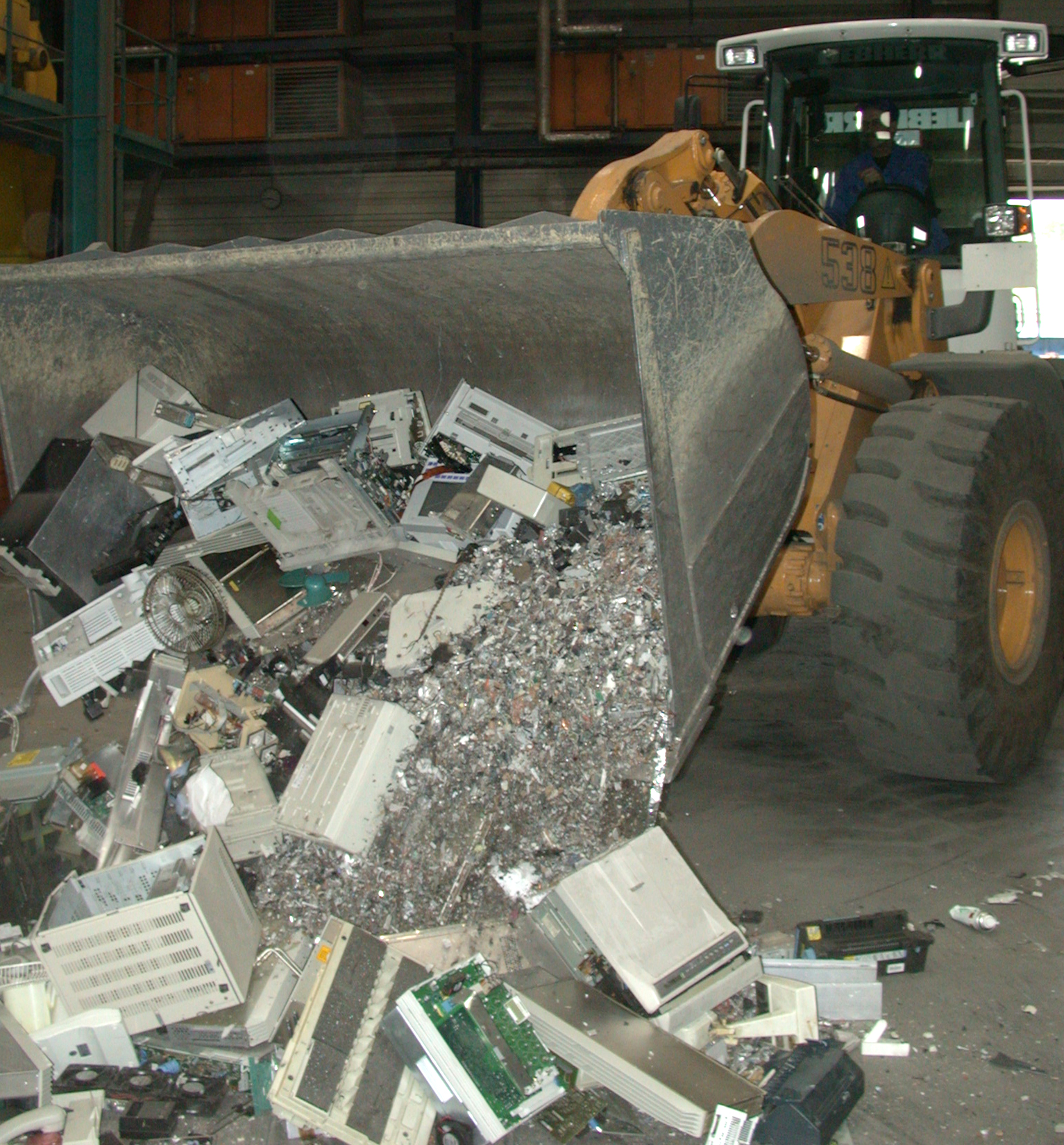
Verarbeitung von Elektronikschrott in einem Recyclingbetrieb

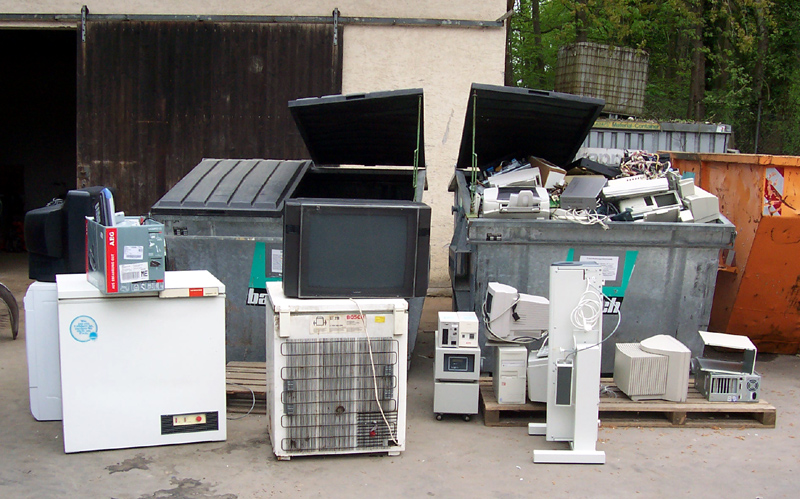
Elektronikschrott-Container

Die umweltverträglichste Form des Recyclings von Elektronikschrott ist die Wiederverwendung der Geräte oder einzelner Komponenten, unter Umständen nach einer Reparatur.
Wenn das nicht sinnvoll oder möglich ist, bietet sich die stoffliche Verwertung der enthaltenen Metalle oder Kunststoffe an. Dabei muss das Gerät ggf. manuell demontiert werden, bevor es bspw. durch einen Schredder zerkleinert werden kann.
Auch wirtschaftliche Aspekte sind neben den Umweltgesichtspunkten von Bedeutung: Preise für Metalle bestimmen, ob Recycling wirtschaftlich attraktiv ist.
Nur etwa die Hälfte des Elektronikschrotts in der Europäischen Union wird recycelt. Neben sekundären Rohstoffen wie Metallen aller Art fallen vor allem Kunststoffe an, die heute meist in Ergänzung zu den sonst benötigten Brennstoffen in Müllverbrennungsanlagen verbrannt werden. Die drittgrößte Stoffgruppe war lange Zeit das bleihaltige Glas aus Bildröhren. Früher wurde es wieder zu Bildröhrenglas verarbeitet. Die Bildröhre ist jedoch in vielen Märkten durch Flachbildschirme verdrängt worden.
Einige gefährliche Stoffe aus der Elektro(nik)schrottverwertung kommen in die Sondermüllverbrennung oder in eine Sondermülldeponie.
Eine große Herausforderung ist das Recycling auf Kontinenten wie Afrika. Dort werden Geräte so weit wie möglich immer wieder in Stand gesetzt, es gibt aber weder gesetzliche noch technische Voraussetzung für einen ordnungsgemäßen Kreislauf. Es gibt verschiedene Initiativen dieses zu ändern, so werden kaputte Handys in Afrika gesammelt und zum Einschmelzen nach Europa verschifft.

## Entsorgung von LED- und Energiesparlampen

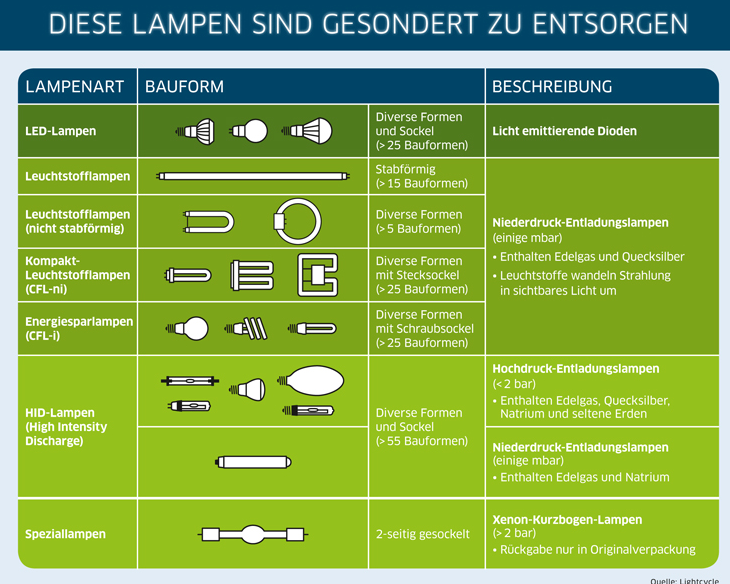
Gesondert zu entsorgende Lampen

Defekte oder ausgediente Energiesparlampen (Kompaktleuchtstofflampen) sind Sondermüll, denn sie enthalten Quecksilber sowie weitere problematische Stoffe in Lampe, Starter und Elektronik und fallen damit in Deutschland ebenfalls unter das Elektro- und Elektronikgerätegesetz (ElektroG). Die fachgerechte Entsorgung getrennt vom Hausmüll oder hausmüllähnlichem Gewerbeabfall dient nicht allein dem Umweltschutz, sondern zugleich dem Gesundheitsschutz der mit dem Müll in Berührung kommenden Personen. Aus gebrochenen Röhren verdampft Quecksilber bei Zimmertemperatur.
LED-Lampen sollten auch dem Elektroschrott zugeführt werden, obwohl sie keine giftigen Stoffe enthalten. Sie sollten nicht in den Hausmüll oder in den Glascontainer gegeben werden, da sie elektronische Bauteile enthalten, von denen einige wiederverwertet werden können.
Die Rohstoffe wie Kupfer, Aluminium und Zinn sowie die Leuchtstoffe können zu mehr als 90 Prozent wiederverwertet werden. Für Quecksilber gilt das in der Regel nur, wenn der Glaskolben unbeschädigt ist, da es schon bei Zimmertemperatur verdunstet. Blei, Chrom und Cadmium sind nicht mehr zugelassen und sollten daher nur noch in älteren Lampen (Herstellung vor Juli 2006) zu finden sein.
Aufgrund des Elektro- und Elektronikgerätegesetzes und der dazugehörigen EU-Verordnung WEEE sind EU-weit die Hersteller, nicht aber die Händler von Leuchtstofflampen verpflichtet, diese zurückzunehmen; in Deutschland gilt das seit dem 24. März 2006. Die Sammlung wird in Deutschland von dem Retourlogistikunternehmen Lightcycle organisiert.

## Ungenutztes Potential
Laut einer Hochrechnung aus dem Jahr 2020 liegen allein in Deutschland rund 199,3 Millionen alte Smartphones oder Handys in den Haushalten ungenutzt herum und werden nicht dem Recyclingkreislauf zurückgeführt. Eine fachgerechte Entsorgung würde es ermöglichen, die hochwertigen Rohstoffe und Seltenen Erden, deren Förderung energie- und ressourcenintensiv ist, wieder zu nutzen.

## Rundfunkberichte
- Carolyn Braun, Marcus Pleil, Felix Rohrbeck, Christian Salewski: Wo landen unsere Schrottfernseher?, NDR – Panorama 2014

(Christian Salewski verfolgt seine zwei zum Recycling gegebenen Fernsehgeräte nach Agbogbloshie)